# Col du Gurnigel
Le col du Gurnigel est un col des Alpes situé en Suisse dans le canton de Berne, à 1 610 m.

## Géographie
Situé dans le canton de Berne, il s'agit d'une voie de passage entre la Singine et l'Oberland bernois.